# Condado de Erie (Ohio)
El condado de Erie es uno de los 88 condados del estado estadounidense de Ohio. La sede del condado y su mayor ciudad es Sandusky. El condado posee una población de 79 551 habitantes, y la densidad de población es de 121 hab/km² (según censo nacional de 2000). Este condado fue fundado en 1838.

## Geografía
Es el segundo condado más pequeño de Ohio en área terrestre después del condado de Lake. Está bordeado al norte por el lago Erie. Según la Oficina del Censo de los Estados Unidos, el condado tiene una superficie total de 626 millas cuadradas (1,620 km²), de las cuales 252 millas cuadradas (650 km²) son tierra y 374 millas cuadradas (970 km²) (60%) son agua.